# Chiusella
Il Chiusella (Ciusèla in piemontese, Chauselle in francese) è un torrente che scorre lungo la valle a cui dà il nome (Valchiusella), in città metropolitana di Torino, nel Canavese. Nasce dal Monte Marzo, per confluire nella Dora Baltea, dopo un percorso di più di 40 km. Il perimetro del suo bacino è di 83 km.

## Paleogeografia

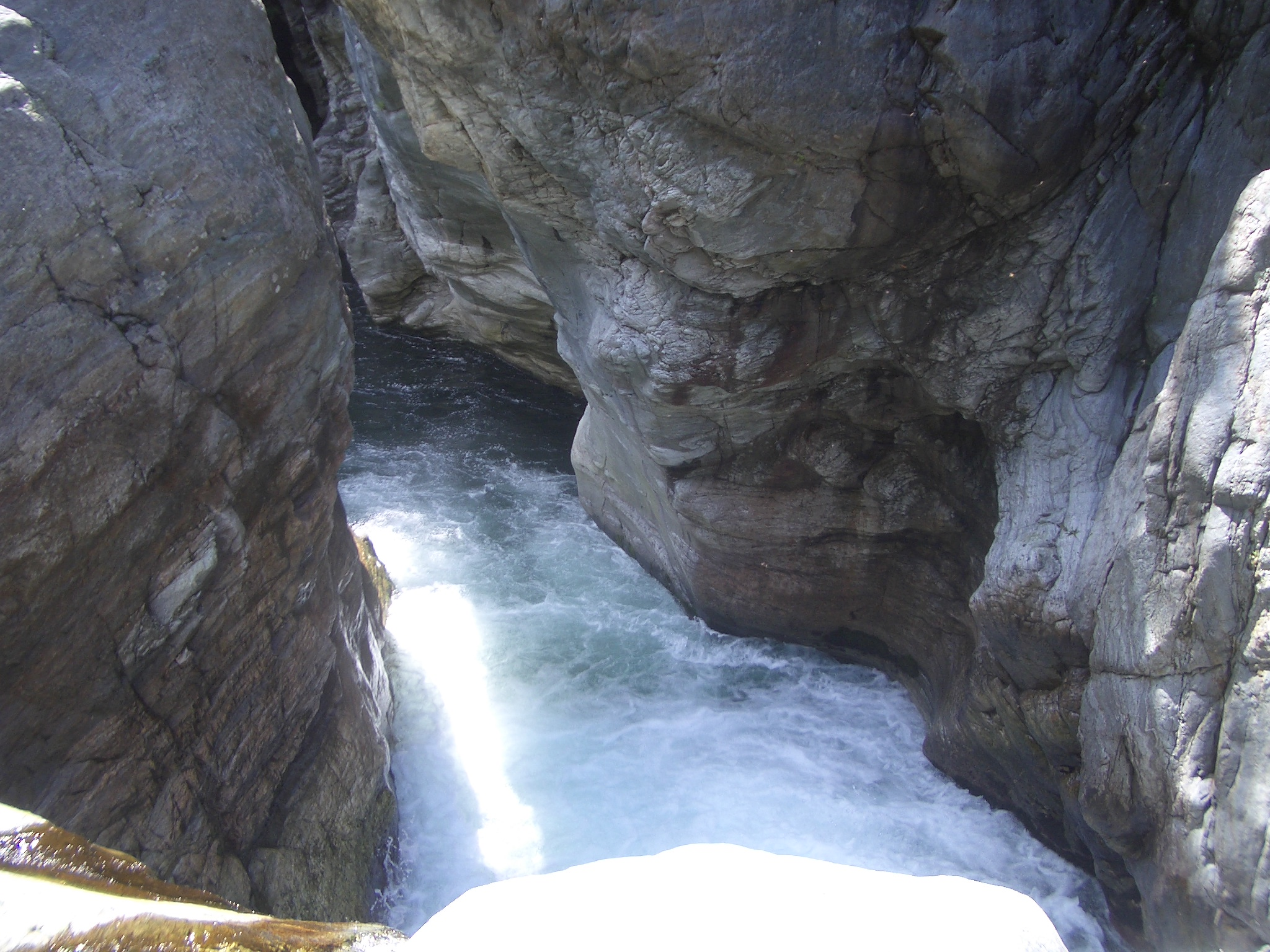
Le Guje di Garavot

Secondo i geologi l'alto bacino idrografico del Chiusella è stato oggetto in passato di un fenomeno di cattura da parte della Dora Baltea. Circa 150.000 anni fa il Chiusella a valle dell'attuale diga della Gurzia doveva infatti scorrere in direzione sud-ovest per andare poi a confluire nell'Orco in sinistra idrografica. Prima dell'ultima glaciazione però le montagne della zona si sollevarono cambiando la configurazione altimetrica dell'area circostante il lago. La maggiore pendenza e la minore resistenza all'erosione delle rocce sul lato orientale del torrente provocarono l'aumento della forza erosiva dei piccoli corsi d'acqua che scendendo in direzione sud-est andavano a confluire nella Dora Baltea. Uno di essi, spostando verso l'alto la testata del proprio piccolo bacino, scavò la profonda forra ancor oggi osservabile a valle del Lago Gurzia e finì per catturare il Chiusella. Questo venne così incanalato nella marcata ansa a gomito a valle della quale, dirigendosi verso est, va oggi a confluire nella Dora..

### Guje di Garavot
A circa 30 km dalla sorgente, un interessante teatro naturale, che si snoda tra i selvaggi boschi tra Meugliano e Alice Superiore, sono sicuramente le Goje 'd Garavòt (in piemontese Goja/Guja vuol dire gola, mentre Garavòt è il soprannome dialettale del diavolo).
 La tradizione popolare vuole che il diavolo, appunto, trovasse qui riparo, in mezzo ad una forra torrentizia naturale, che determinò altresì la formazione di due laghetti di acqua cristallina

## Percorso
Il Chiusella nasce alle pendici del monte Marzo. Percorre la Valchiusella toccando i comuni di Valchiusa e Val di Chy. Nei pressi di Issiglio riceve il suo affluente principale, il torrente Savenca. Attraversa prima le suggestive Gole di Garavot nel comune di Valchiusa e quindi, nei pressi di Vidracco, viene sbarrato a scopo idroelettrico dalla diga della Gurzia.
 A valle dell'invaso il Chiusella transita in un secondo tratto profondamente incassato nella roccia e cambia bruscamente direzione volgendosi verso est e dirigendosi verso la Dora Baltea. Dopo essere stato scavalcato prima dall'autostrada A5, poi dalla SS26 ed infine dalla ferrovia Aosta-Chivasso confluisce nella Dora nelle campagne di Cerone, frazione di Strambino), a 223 m di quota.

## Principali affluenti
- In sinistra idrografica:
  - torrente Dondogna;
  - torrente Tarva;
  - torrente Bersella;
  - rio Quaglia;

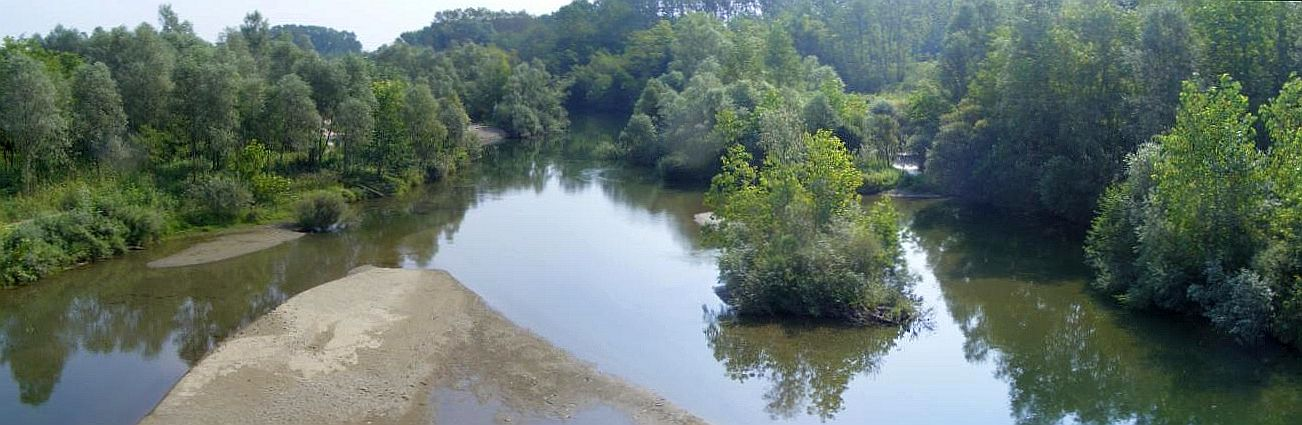
Il torrente in pianura (Romano Canavese)

  - rio Ribes (anticamente Ri Bes, rio Bes).
- In destra idrografica:
  - rio Sportore;
  - rio Ricordone;
  - rio Trueisa;
  - torrente Savenca.

## Eventi alluvionali
Nel novembre 2000 insieme alla Dora Baltea e l'Orco diede luogo ad inondazioni e devastazioni anche gravi.

## I ponti sul Chiusella

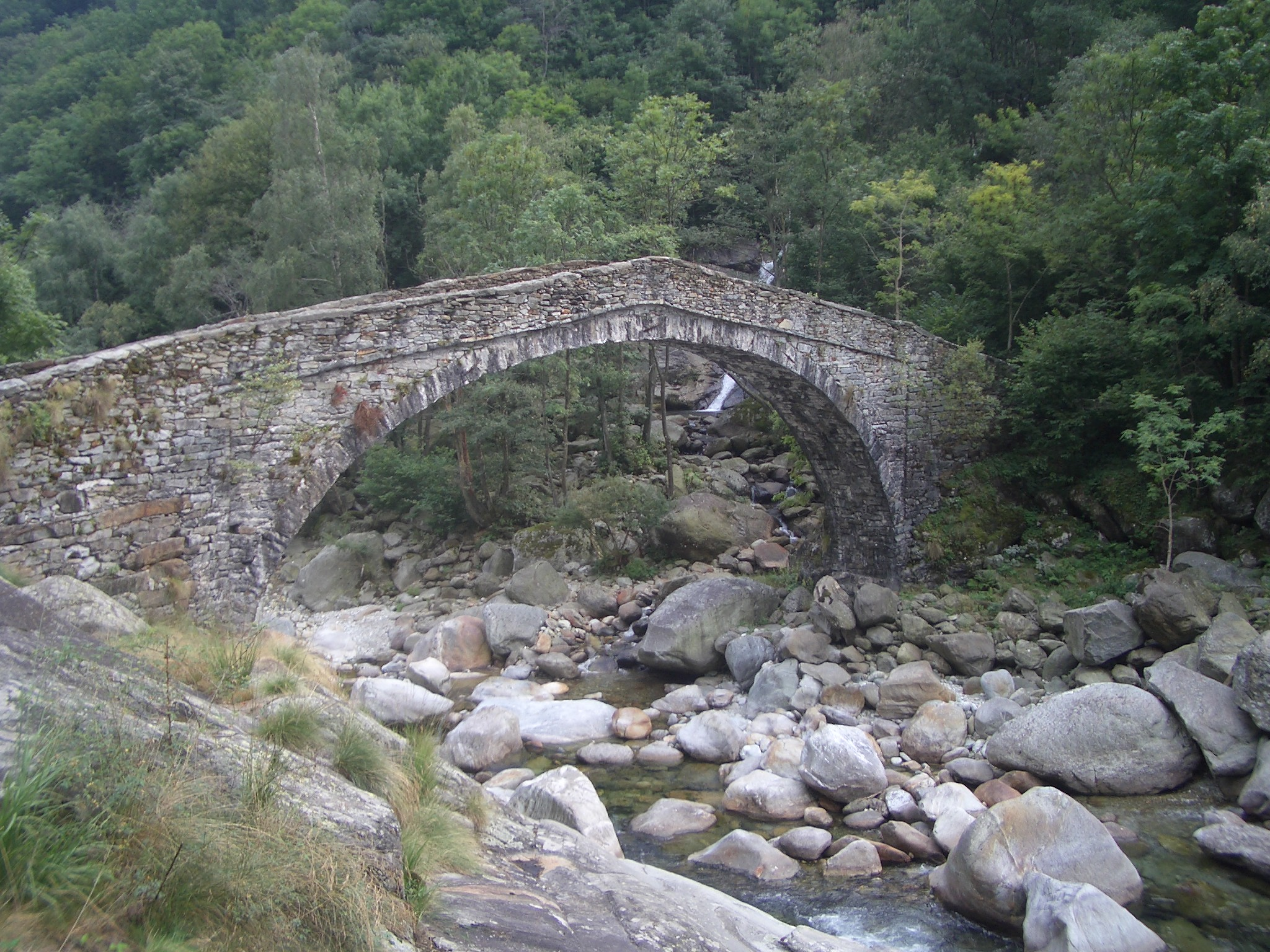
Il ponte sul Chiusella nella frazione di Chiara
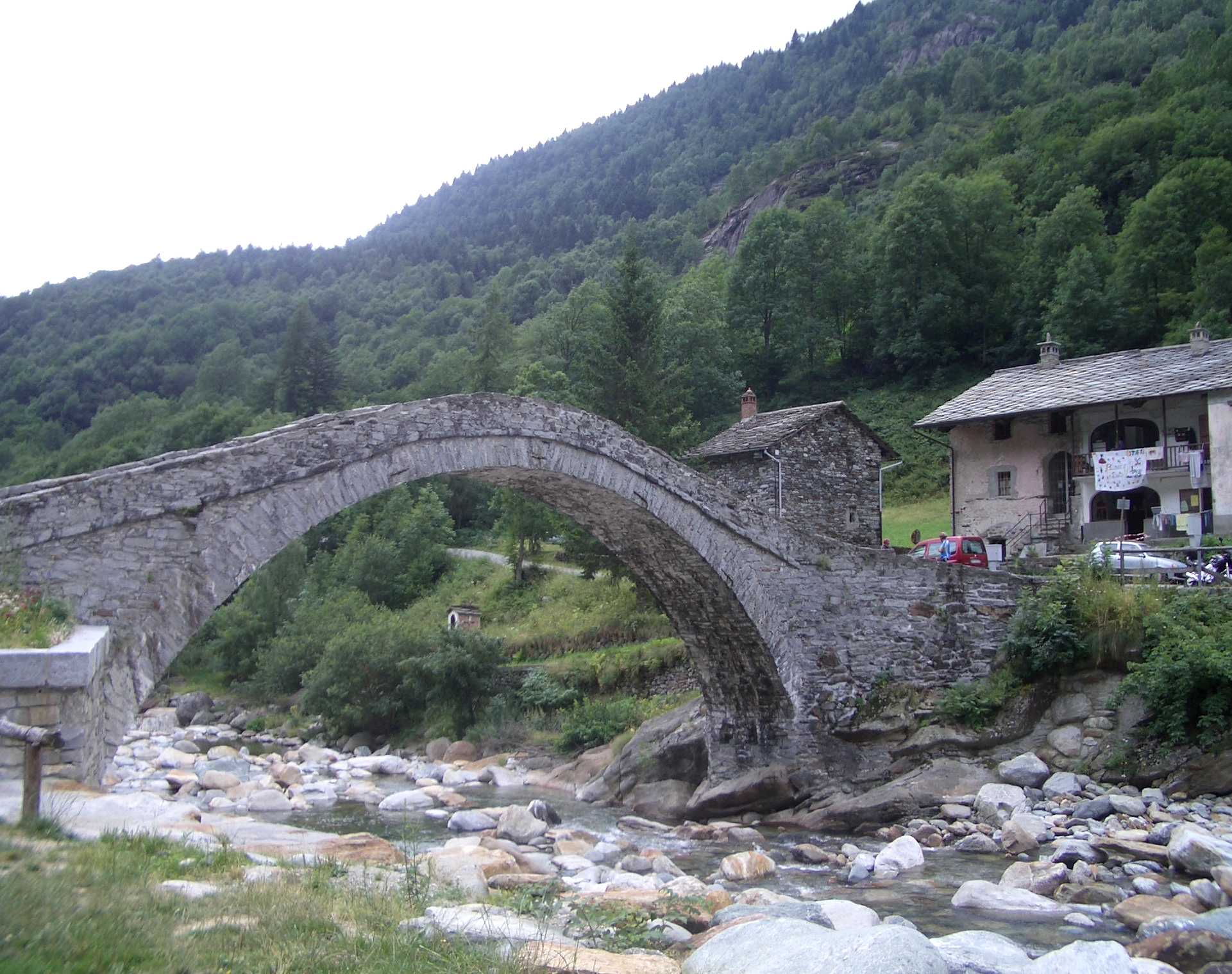
Il ponte sul Chiusella nella frazione di Fondo
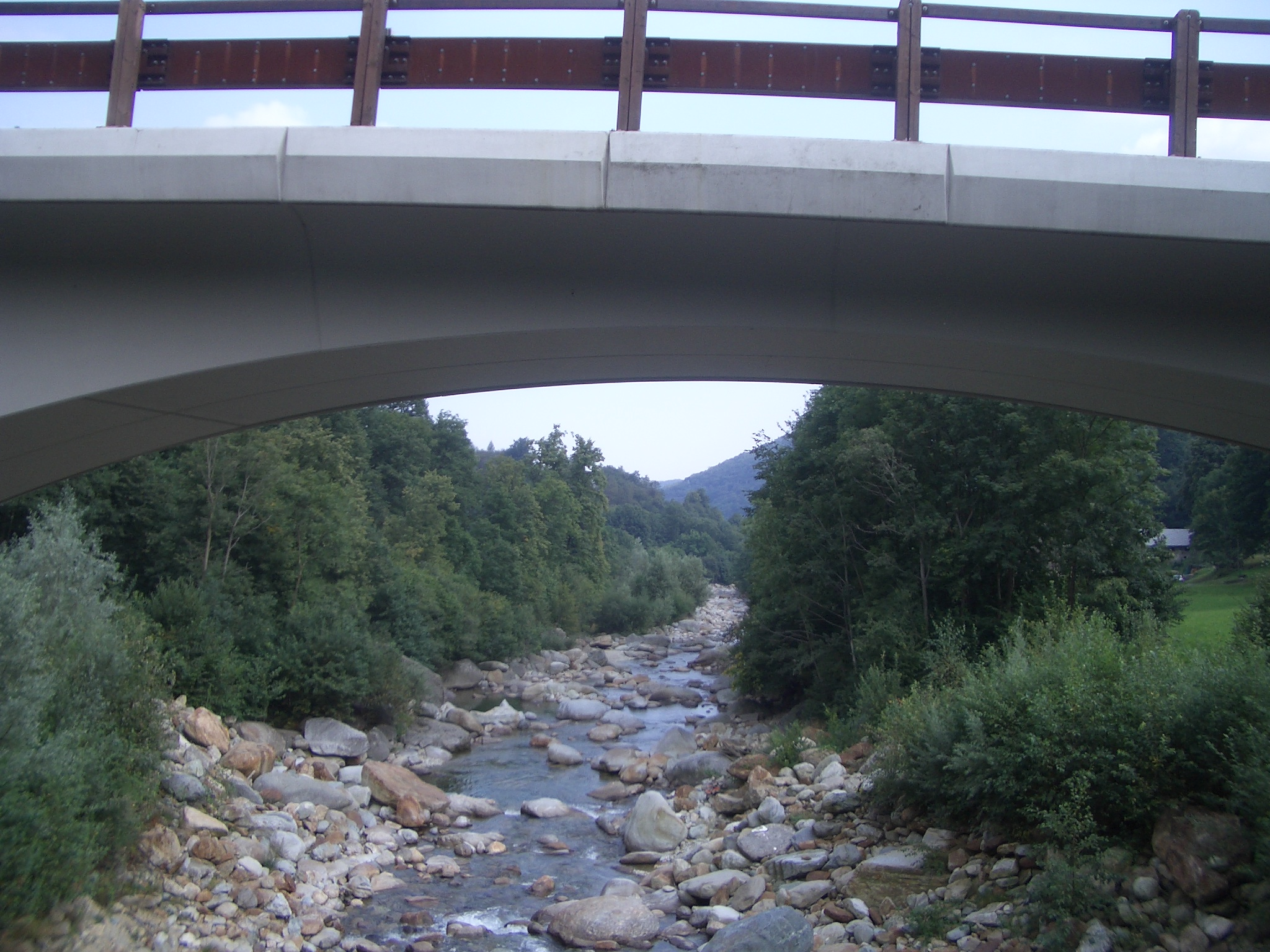
Il Chiusella sotto il ponte che porta ad Inverso
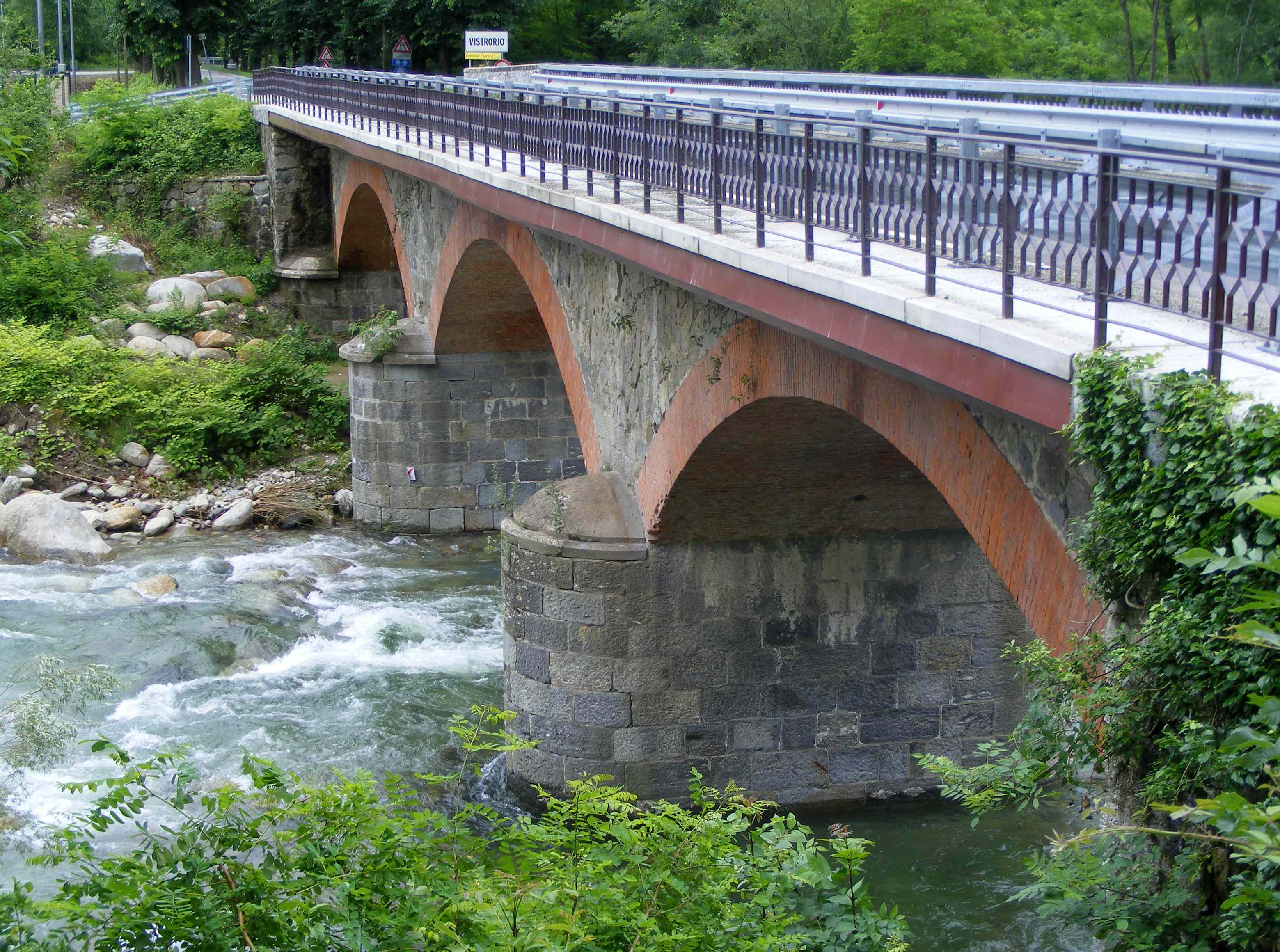
Il ponte tra Vistrorio e Issiglio
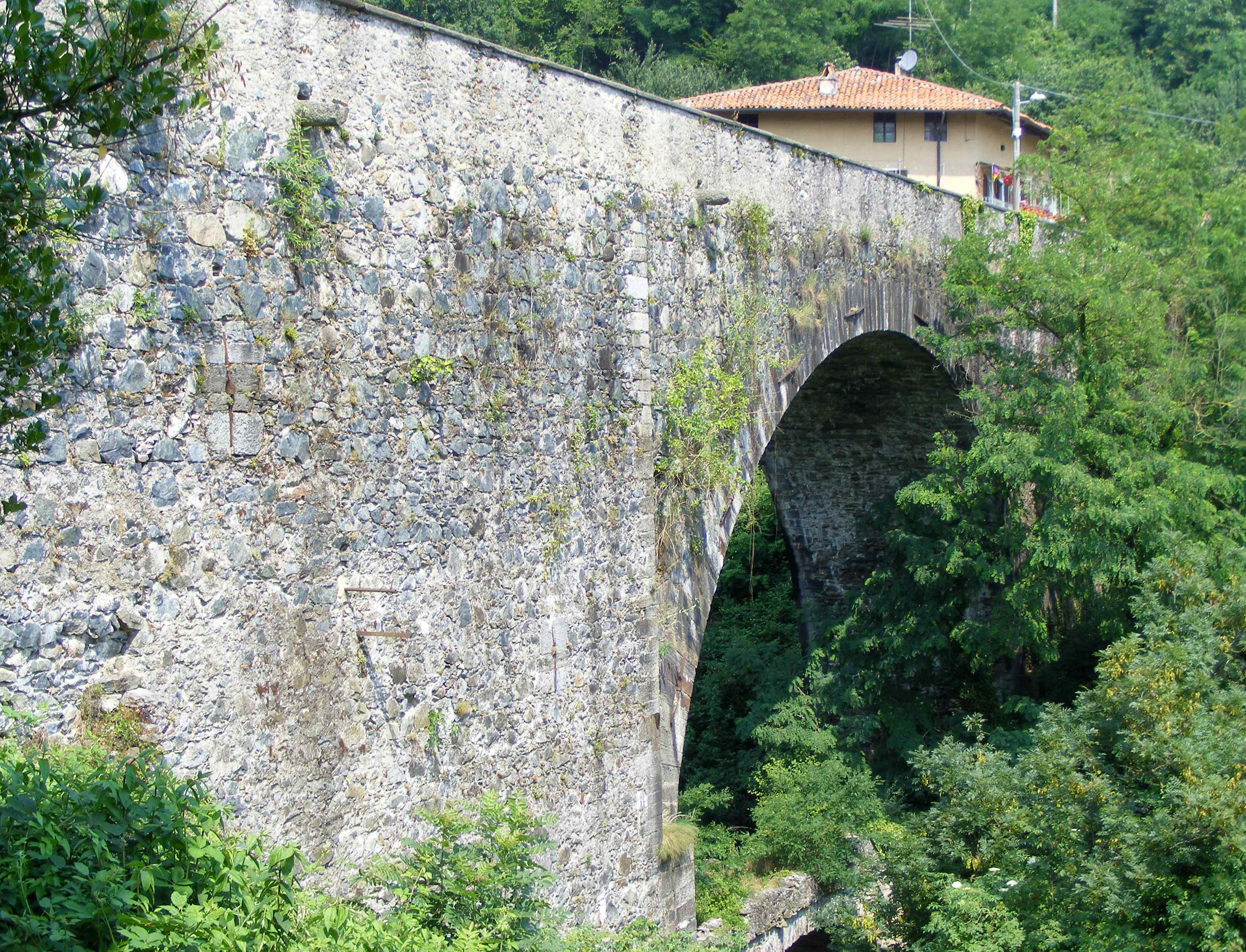
Il settecentesco Ponte dei Preti (Strambinello)
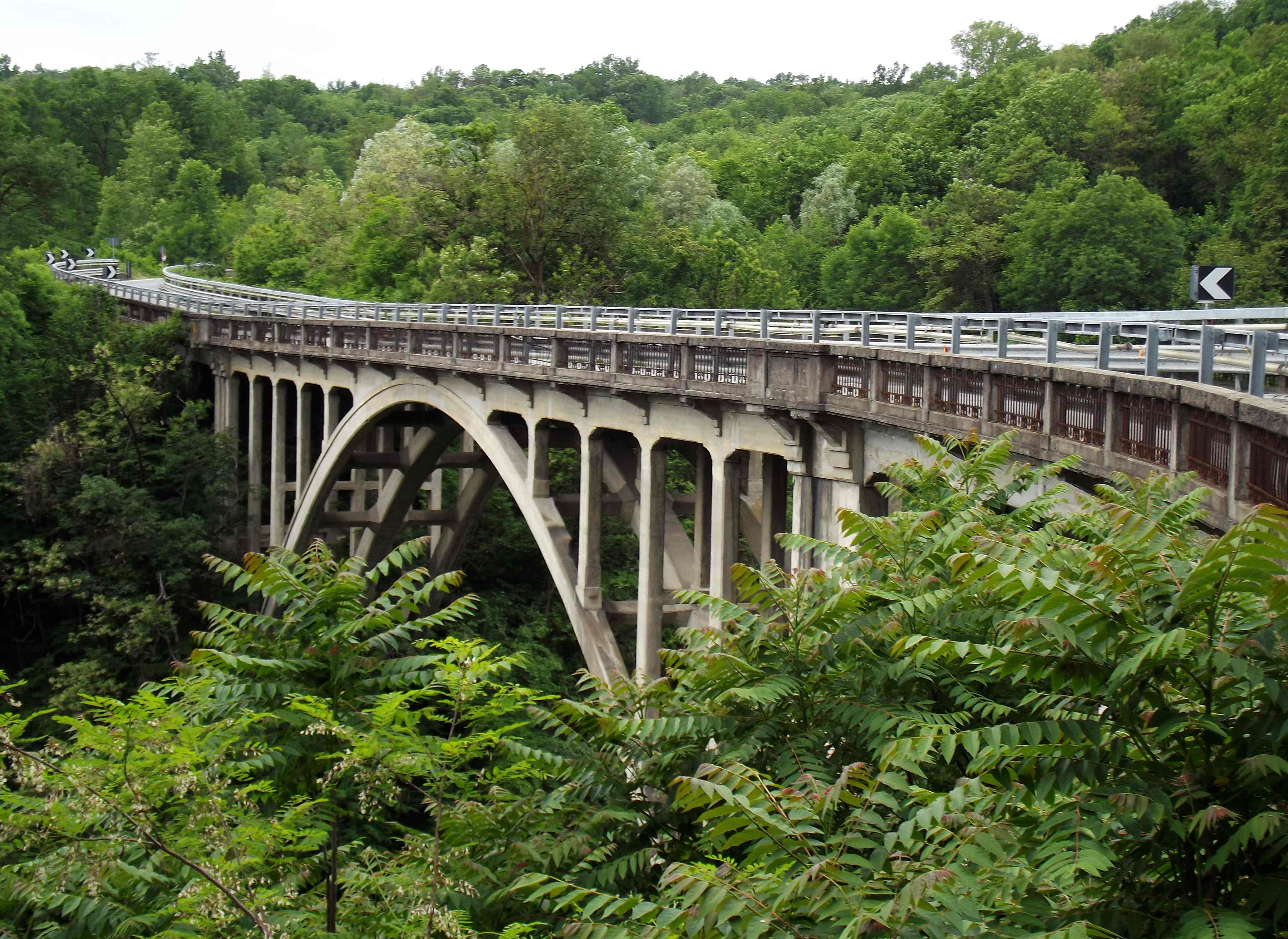
Il ponte della ex-SS565 tra Strambinello e Baldissero Canavese
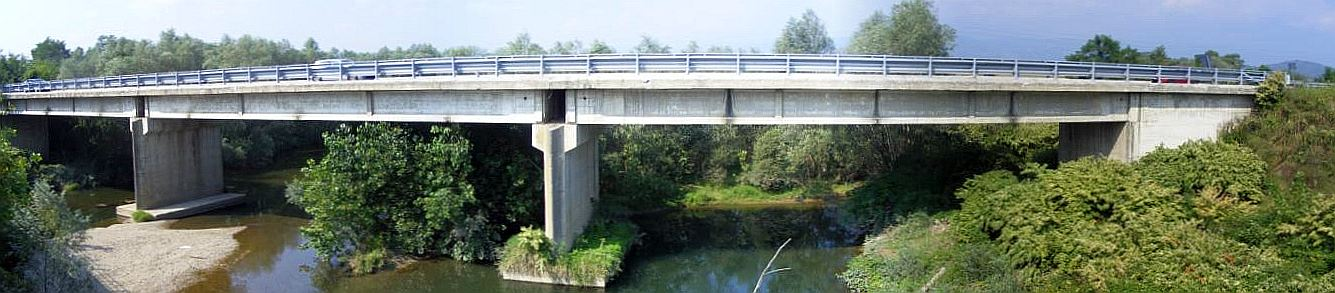
Il ponte della ex-SS26 (Romano Canavese)